# Most Sierakowskiego

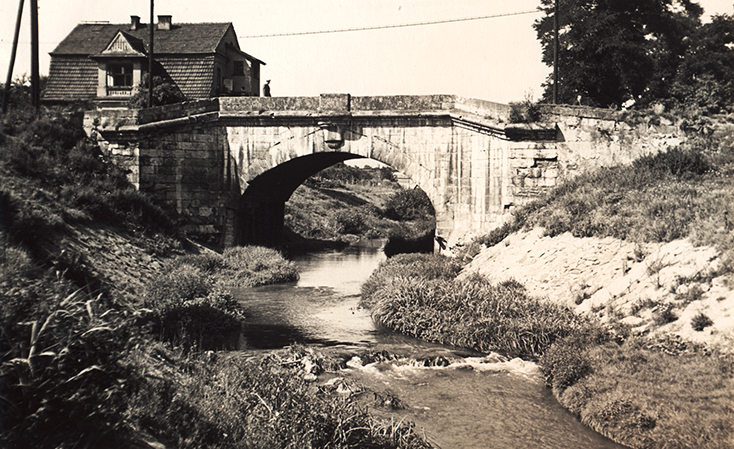
Most Sierakowskiego na Prądniku Czerwonym w Krakowie (ok. 1957)

Most Sierakowskiego (też: Prądnicki) – kamienny most na trakcie warszawskim w Krakowie nad rzeką Prądnik, który służył podróżnym od 1785 do lat 60. XX w. Jego projektantem był jezuita i architekt Sebastian Sierakowski. W jego miejscu znajduje się obecnie ponad dwukrotnie szerszy most drogowy, który leży w ciągu al. 29 Listopada w pobliżu estakady łączącej ulice Lublańską i Opolską. Miejsce przeprawy mostowej znajduje się na Prądniku Czerwonym, który jest częścią Dzielnicy III Prądnik Czerwony w północnej części Krakowa.

## Historia
Murowany most nad rzeką Prądnik na terenie Prądnika Czerwonego został zbudowany w latach 1780–1785 z inicjatywy Kapituły Katedralnej Krakowskiej. Przypominał o tym napis, który wyryto z jednej strony mostu nad zwornikiem sklepienia mostu: „Capitulum Cracoviense Publicae Securitati Anno 1785”, czyli: „Kapituła Krakowska Publicznemu Bezpieczeństwu, Roku 1785”. Istniał także napis z drugiej strony mostu, który jednak został zatarty upływem czasu. Most został zaprojektowany przez księdza architekta Sebastiana Sierakowskiego, a opiekę nad budową sprawował kanonik Michał Sołtyk. Był to pierwszy publiczny most kamienny w Rzeczypospolitej Obojga Narodów. Powstał w miejscu wcześniej istniejącego mostu drewnianego i jako obiekt użyteczności publicznej stanowił ewenement w skali europejskiej. Już w momencie jego powstania był uważany za niezwykłą osobliwość. W 1787 most obejrzał król Stanisław August Poniatowski w trakcie swojej ostatniej wizyty w Krakowie. Most przetrwał rozbiory oraz obie wojny światowe, choć pod koniec okupacji hitlerowskiej Niemcy próbowali go wysadzić w powietrze, jak uczynili ze wszystkimi mostami przez Wisłę. Zdetonowany ładunek wybuchowy jednak jedynie uszkodził most, ale nie spowodował ani jego zniszczenia, ani uszkodzenia. Most, który służył miastu i jego mieszkańcom przez prawie 200 lat, uległ dopiero rozwojowi motoryzacji i jako zbyt wąski na drodze nr 7, łączącej Kraków z Kielcami i Warszawą, został rozebrany w 1964 i zastąpiony w 1965 łukowym mostem żelbetowym, który dał inżynierom drogownictwa możliwość poprowadzenia po dwóch pasów ruchu i chodnika w obu kierunkach.

## Dane techniczne
Most został wybudowany z kamienia wapiennego, na zaprawie i bez użycia spojeń metalowych. Był obiektem jednoprzęsłowym łukowym, miał 26 m długości, 7 m szerokości, solidne trapezoidalne poszerzone przyczółki, które łączyło przęsło o rozpiętości 10 m. Trapezoidalne rozszerzenie przyczółków mostu było cechą charakterystyczną tej konstrukcji, a powodem zastosowania takiego rozwiązania był wysoki poziom wody, wartki nurt rzeki oraz częste i niespodziewane przybory wody Prądnika.

## Inne informacje
Pojawiają się różne daty likwidacji mostu Sierakowskiego. W publikacjach jest wymieniany rok 1964, jednak we wspomnieniach krakowian pojawiają się inne lata tej dekady, np. 1961 lub 1968.
Według niektórych informacji most miał być rozebrany i odbudowany w innym miejscu. Jako potencjalne miejsce był wymieniany jeden z parków na sąsiednim Prądniku Białym w Krakowie. Brak jest jednak potwierdzenia, że taka próba została podjęta, a tym bardziej zrealizowana. Nie wiadomo też, co stało się z materiałami pozostałymi po rozbiórce mostu.

## Utracony zabytek
Choć nie negowano konieczności udrożnienia trasy drogowej na Warszawę wraz z rozbiórką starego mostu utracono kawałek historii, pamiętającej czasy I Rzeczypospolitej. Świadczą o tym opinie historyków, którzy poruszali temat lokalnych mostów w Krakowie:
Most Sierakowskiego, stanowiący piękny i wyjątkowo cenny zabytek polskiej techniki mostowej, miał być przeniesiony w inne miejsce. Zamiar ten nie został zrealizowany: most rozebrano.
Wysuwano propozycje przesunięcia starego mostu, bądź przeniesienia go na inne miejsce z racji uznania go za zabytek kultury technicznej. Pomysłów tych nigdy nie zrealizowano. Most na Białusze został zlikwidowany w roku 1964 ze szkodą dla naszej kultury materialnej, jako że stanowił unikalny w skali polskiej zabytek.